# نادي يوفاسكولا
يوفاسكولا لكرة القدم (بالفنلندية: JJK Jyväskylä) نادي كرة قدك فنلندي، يلعب في الدوري الفنلندي الممتاز، مقره في مدينة يوفاسكولا.